# Olena Krasovs'ka
Olena Anatoliïvna Ovčarova-Krasovs'ka (in ucraino Олена Анатоліївна Овчарова-Красовська?; tr.en: Olena Anatolievna Krasovska Ovcharova; Kiev, 9 luglio 1971) è un'ex ostacolista ucraina, vincitrice di una medaglia d'argento ai Giochi olimpici di Atene 2004.

## Palmarès
| Anno | Manifestazione  | Sede              | Evento  | Risultato | Prestazione | Note                          |
| ---- | --------------- | ----------------- | ------- | --------- | ----------- | ----------------------------- |
| 1995 | Mondiali        | Göteborg          | 100m hs | 19ª (q)   | 13"18       |                               |
| 1996 | Giochi olimpici | Atlanta           | 100m hs | 27ª (q)   | 13"16       |                               |
| 1997 | Mondiali indoor | Parigi            | 60m hs  | 16ª (q)   | 8"27        |                               |
| 1998 | Europei         | Budapest          | 100m hs | 11ª (q)   | 13"43       |                               |
| 2000 | Giochi olimpici | Sydney            | 100m hs | 13ª (sf)  | 13"02       |                               |
| 2000 | Giochi olimpici | Sydney            | 4x100m  | 11ª (sf)  | 43"31       |                               |
| 2000 | Mondiali indoor | Gand              | 60m hs  | Bronzo    | 8"03        | Miglior prestazione personale |
| 2001 | Mondiali        | Edmonton          | 100m hs | 25ª (q)   | 13"30       |                               |
| 2001 | Mondiali indoor | Lisbona           | 60m hs  | 13ª (sf)  | 8"15        |                               |
| 2002 | Europei         | Monaco di Baviera | 100m hs | Argento   | 12"88       |                               |
| 2003 | Mondiali        | Parigi            | 100m hs | 25ª (q)   | 13"31       |                               |
| 2004 | Giochi olimpici | Atene             | 100m hs | Argento   | 12"45       | Miglior prestazione personale |
| 2005 | Mondiali        | Helsinki          | 100m hs | 9ª (sf)   | 12"85       |                               |

## Altre competizioni internazionali
2004
- Oro alla Coppa Europa ( Bydgoszcz) - 100m hs, 12"78